# Barry Sheene

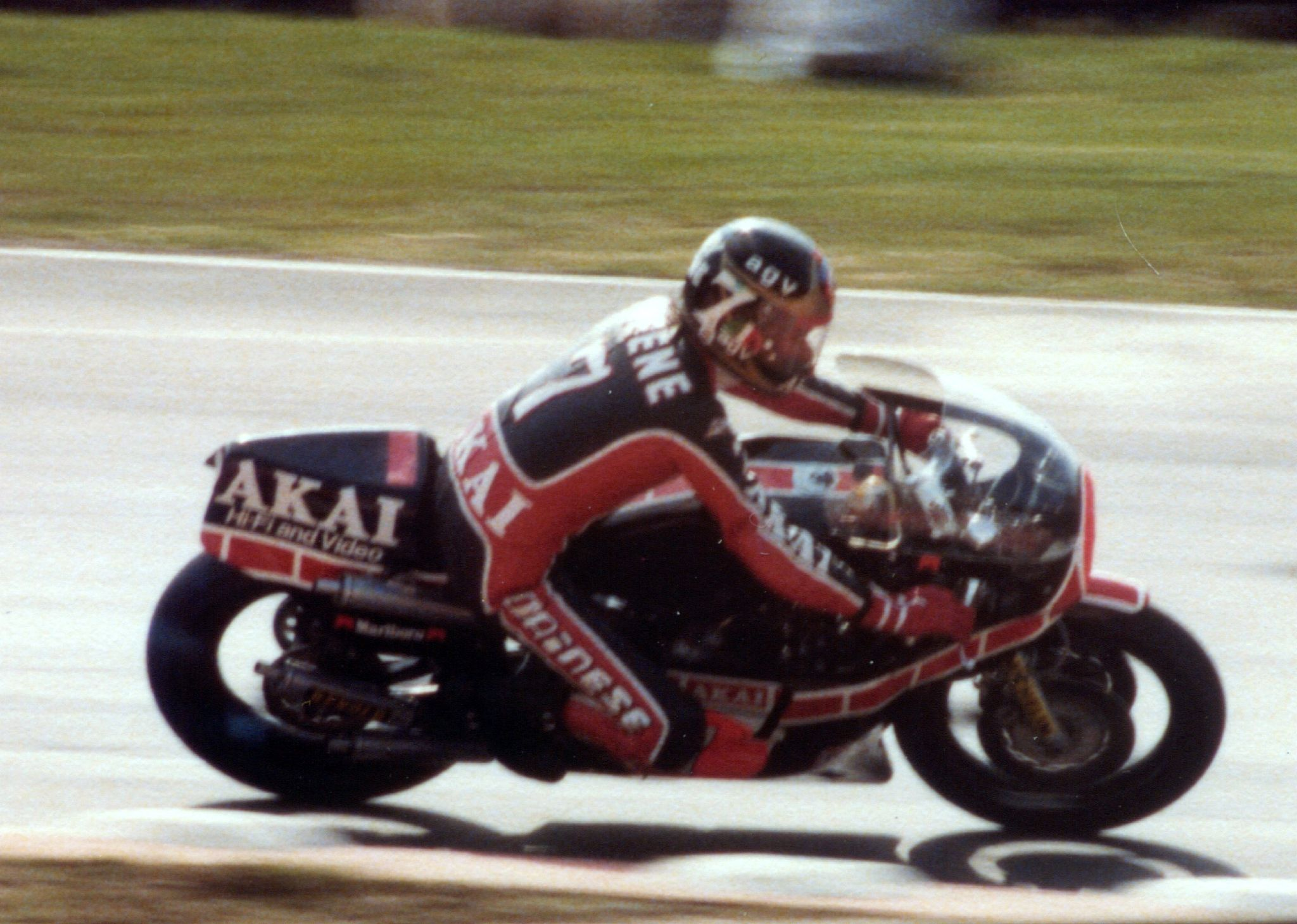
Barry Sheene

Barry Sheene, född 11 september 1950 i London, död 10 mars 2003 i Gold Coast, Queensland, var en framstående brittisk roadracingförare, världsmästare i 500cc-klassen 1976 och 1977 och Formula 750 1973. Han var en rebell både på och utanför banan som rökte och drack stora mängder alkohol. Han var nära vän med F1-mästaren, den likasinnade James Hunt och även med Ringo Starr och George Harrison. Sheene höll på ända fram till mitten av åttiotalet. Hans favoritbana vad gäller resultat var utan tvekan Anderstorp. I Sveriges Grand Prix tog han sex segrar i 500GP, varav en på Gelleråsen. Han avled av cancer 2003.

## Segrar 500GP
| Nr | Grand Prix   | År   |
| -- | ------------ | ---- |
| 1  | Holland      | 1975 |
| 2  | Sverige      | 1975 |
| 3  | Frankrike    | 1976 |
| 4  | Österrike    | 1976 |
| 5  | Italien      | 1976 |
| 6  | Holland      | 1976 |
| 7  | Sverige      | 1976 |
| 8  | Venezuela    | 1977 |
| 9  | Västtyskland | 1977 |
| 10 | Italien      | 1977 |
| 11 | Frankrike    | 1977 |
| 12 | Belgien      | 1977 |
| 13 | Sverige      | 1977 |
| 14 | Venezuela    | 1978 |
| 15 | Sverige      | 1978 |
| 16 | Venezuela    | 1979 |
| 17 | Sverige      | 1979 |
| 18 | Sverige      | 1981 |

## Segrar 125GP
| Nr | Grand Prix | År   |
| -- | ---------- | ---- |
| 1  | Belgien    | 1971 |
| 2  | Sverige    | 1971 |
| 3  | Finland    | 1971 |

## Segrar 50GP
| Nr | Grand Prix      | År    |
| -- | --------------- | ----- |
| 1  | Tjeckoslovakien | 1971¨ |

## Utmärkelser
- Segrave Trophy,  1977
- Riddare av Brittiska imperieorden,  1978
- MotoGP Hall of Fame,  2001

[Redigera Wikidata]